# Marián Sluka

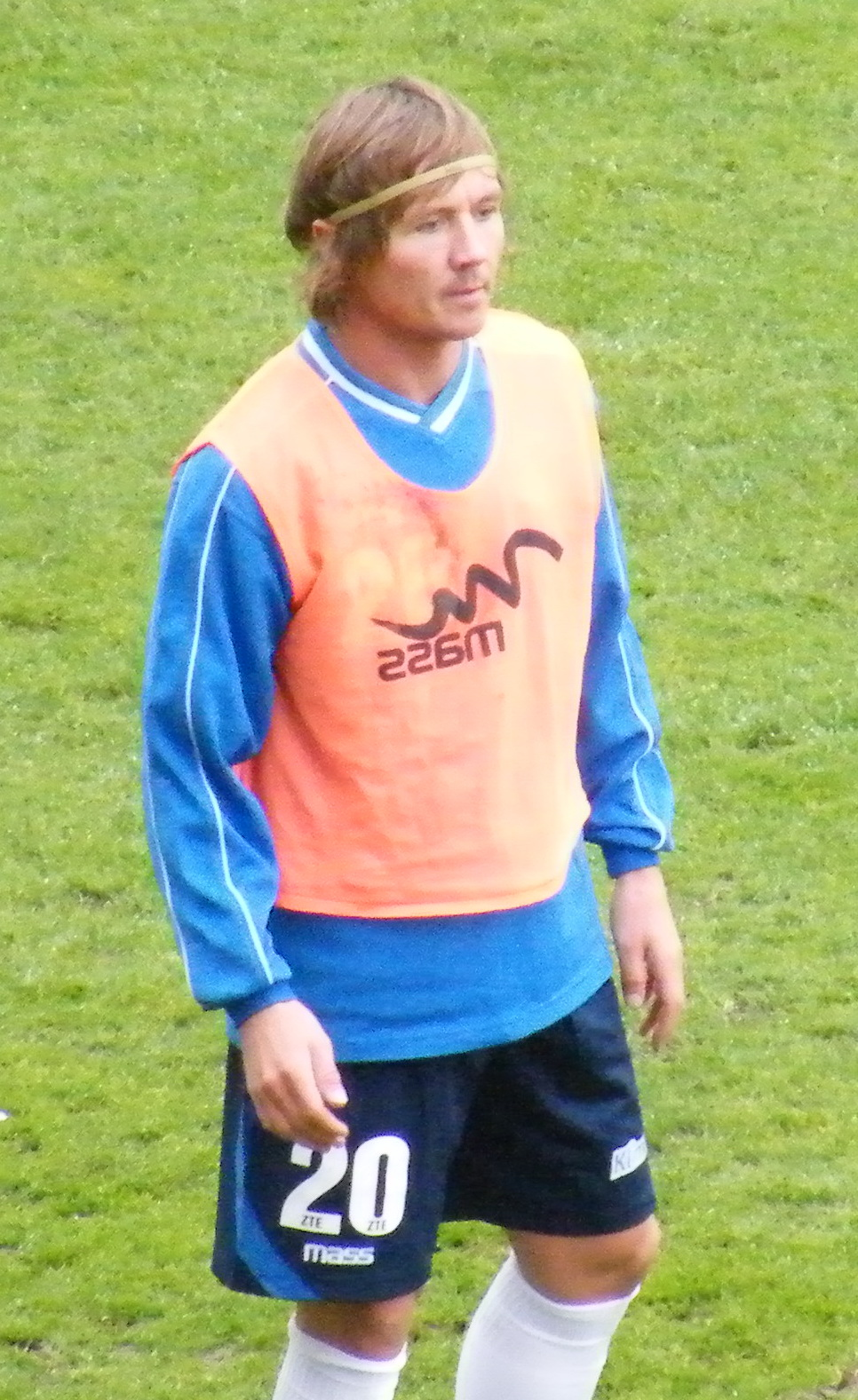
Marián Sluka (2009)

Marián Sluka (* 22. července 1979, Rimavská Sobota) je slovenský fotbalový záložník, který od roku 2014 hraje za Lombard-Pápa TFC.

## Klubová kariéra
Marián Sluka začínal s profesionálním fotbalem v FC Rimavská Sobota. Pak hrál za lotyšský popřední klub Skonto FC z Rigy. Následovala angažmá v FC Senec, Zalaegerszegi TE (Maďarsko), FK Neman Grodno (Bělorusko), Szombathelyi Haladás (Maďarsko), BFC Siófok (Maďarsko), opět Zalaegerszegi TE (Maďarsko), Lombard-Pápa TFC (Maďarsko).
Se Zalaegerszegi TE se v roce 2010 dostal do finále maďarského poháru, kde jeho tým podlehl Debreceni VSC 2:3. V létě pak odešel z důvodu podlužností ze strany klubu. Představil se na dvoudenních testech v FC Hradec Králové. Do Zalaegerszegi se mimochodem vrátil v roce 2013.